# Empresa de Saneamento do Estado da Guanabara
A Empresa de Saneamento do Estado da Guanabara (ESAG) foi fundada em 29 de dezembro de 1972 com o objetivo de prestar serviços de esgotamento sanitário e combate a mosquitos no Estado da Guanabara. A ESAG foi criada a partir do Departamento de Esgotos Sanitários da antiga SURSAN (Superintendência de Urbanização e Saneamento do antigo Distrito Federal).
Foi uma empresa pública sucedida pela CEDAE, cuja criação foi autorizada pelo Decreto-Lei nº 39 de 24 de março de 1975, e constituída em 1 de agosto daquele ano, logo após a fusão dos Estados do Rio de Janeiro e da Guanabara, o que resultou na unificação das três empresas que atuavam, em seus Estados de origem, na prestação de serviços de saneamento: a SANERJ (Companhia de Saneamento do Estado do Rio de Janeiro), a CEDAG (Companhia Estadual de Águas da Guanabara) e a própria ESAG (Empresa de Saneamento do Estado da Guanabara). Pelo decreto 168, de 18 de junho de 1975, firmado pelo governador do novo Estado, o almirante Floriano Peixoto Faria Lima e pelos secretários Hugo de Mattos Santos e Luiz Rogério Mitraud de Castro Leite,  foi determinada a unificação dos patrimônios das empresas fusionadas mediante a incorporação pela CEDAG, da SANERJ e da ESAG. Esse mesmo decreto determinou a extinção dessas duas últimas empresas dos antigos Estados.

## Presidentes
- Gastão Henrique Sengés
- José Carlos Vieira